# L'Aja
L'Aja (en francès Laye) és un municipi francès situat al departament dels Alts Alps i a la regió de Provença – Alps – Costa Blava.

## Demografia
| 1851                                       | 1962 | 1968 | 1975 | 1982 | 1990 | 1999 | 2006 | 2014 |
| ------------------------------------------ | ---- | ---- | ---- | ---- | ---- | ---- | ---- | ---- |
| 432                                        | 125  | 155  | 137  | 163  | 192  | 212  | 217  | 236  |
| Des de 1962: població sense dobles comptes |      |      |      |      |      |      |      |      |

## Administració
| Període   | Identitat                    | Partit |
| --------- | ---------------------------- | ------ |
| 2001-2008 | Robert Bellon                |        |
| 2008-2020 | Rémy Jouglard                |        |
| 2020-     | Anne Marie Antoinette Noulin |        |